# Jakkerikaval, Chikmagalur
Jakkerikaval là một làng thuộc tehsil Chikmagalur, huyện Chikmagalur, bang Karnataka, Ấn Độ.